# Museu da Cidade (Manaus)
O Museu da Cidade de Manaus é um museu brasileiro localizado em Manaus, capital do Amazonas. Foi inaugurado em 24 de outubro de 2018 e a obra teve recursos da lei Rouanet, na ordem de cerca de 4,4 milhões de reais.

## História
De acordo com a Veja o projeto do museu é de 1982, porém, sua efetivação só se deu em 2006, ao se iniciarem as obras preparatórias da histórica edificação já conhecida como Paço da Liberdade, onde outrora fora a sede da prefeitura de Manaus, na Praça Dom Pedro II. No entanto, as obras de restauração foram interrompidas em 2007 em decorrências de importantes achados arqueológicos em escavações no subsolo do prédio, onde foram recuperados mais de  200 peças como urnas funerárias indígenas.